# Рильський Яків Онуфрійович
Яків Онуфрійович Рильський (рос. Яков Ануфриевич Рыльский, нар. 25 жовтня 1928, Саймасай, Казакська АСРР, СРСР — 9 грудня 1999, Москва, Росія) — радянський фехтувальник на шаблях, олімпійський чемпіон (1964 рік), бронзовий (1956 рік) призер Олімпійських ігор, чотириразовий чемпіон світу.

## Виступи на Олімпіадах
| Олімпіада     | Дисципліна          | Місце     |
| ------------- | ------------------- | --------- |
| Мельбурн 1956 | індивідуальна шабля | 5 p1 r2/4 |
| Мельбурн 1956 | командна шабля      | 3         |
| Рим 1960      | індивідуальна шабля | 8         |
| Рим 1960      | командна шабля      | 5         |
| Токіо 1964    | індивідуальна шабля | 4         |
| Токіо 1964    | командна шабля      | 1         |